# Louis Křikava

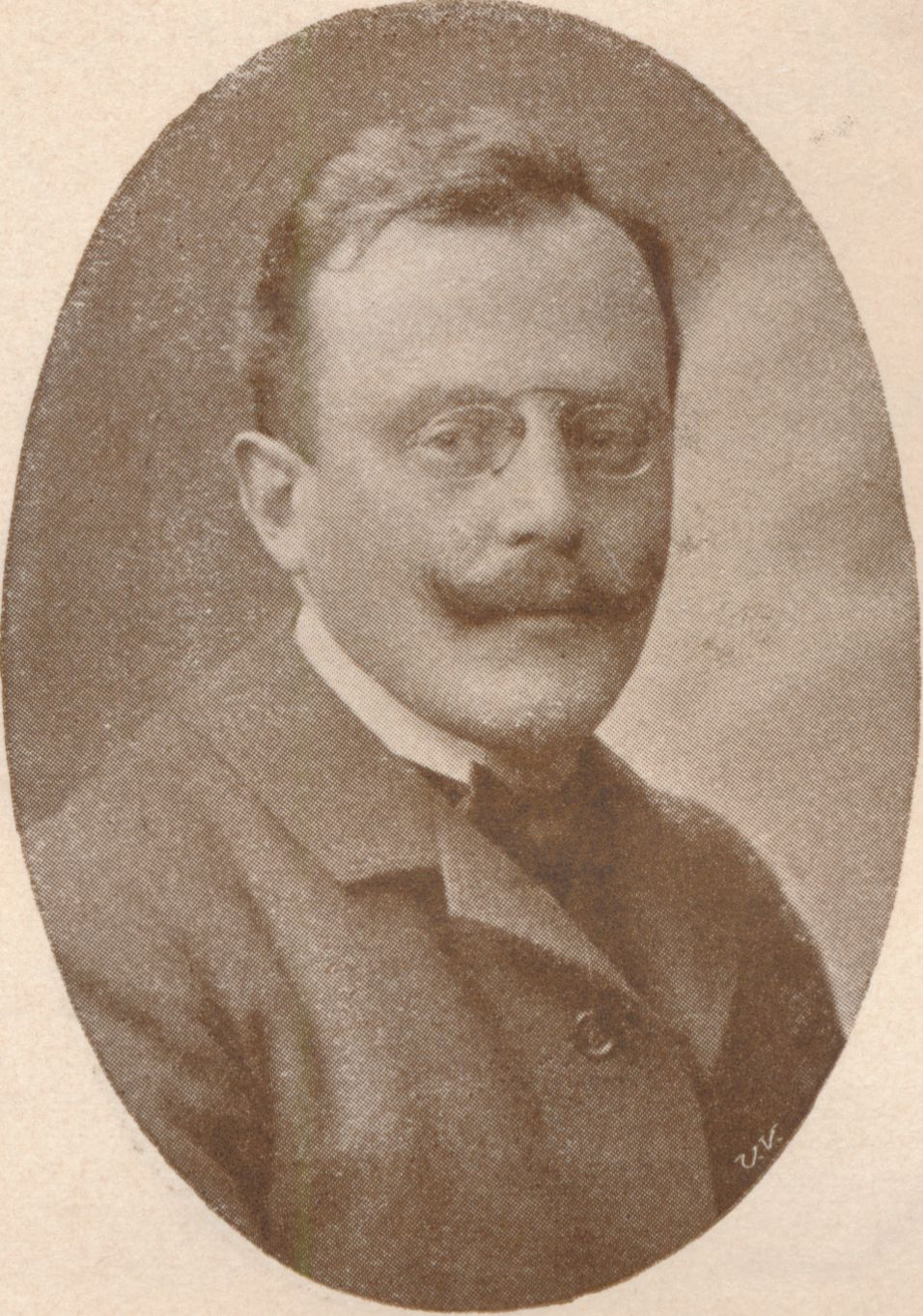
Louis Křikava (1910)

Louis Křikava (* 12. Dezember 1873 in Přeštice; † 3. Juli 1920 in Prag) war ein tschechischer Schriftsteller.

## Leben
Nach dem Besuch des Gymnasiums in Kutná Hora und Chrudim begann Křikava ein Jurastudium an der Karls-Universität Prag, dass er aber nicht abschloss. Während dieser Zeit arbeitete er kurzzeitig als Anwaltskonzipient in einer Kanzlei in Hradec Králové.
1907 ließ er sich in Prag nieder und arbeitete als Journalist, Feuilletonist und Übersetzer. Daneben veröffentlichte er humoristische Werke und Gedichte. Als Satiriker und Lyriker war er von Heine, Machar und Viktor Dyk beeinflusst.
Vor dem Ersten Weltkrieg war Křikava Mitglied des Prager Bohème-Kreises um den Schriftsteller Jaroslav Hašek und in dessen parodistischer Partei für gemäßigten Fortschritt in den Schranken der Gesetze aktiv. Křikava war Neffe des damaligen und gleichnamigen Prager Polizeidirektors, worauf bei Parteiversammlung zur eigenen Absicherung gern hingewiesen wurde.

## Werke
- V nocích bezhvězdných.  1899
- Pyrrhova vítězství. 1901
- Blažej Jordán. 1904
- Pavillon moru.1907
- Zločin na vsi a jiná prosa. 1909
- Škádlivé štěstí a jiný humor. 1917
- Psychiatrův klobouk a jiná prosy. 1920
- Loupežný rytíř Florián. 1921